# Help Yourself
Help Yourself är en poplåt känd genom en inspelning av Tom Jones. Melodin är från början italiensk. Den har titeln "Gli Occhi Miei" ("Mina ögon") och komponerades av Carlo Donida med text av låtskrivaren Mogol. Låten framfördes ursprungligen vid San Remo-festivalen.
Den brittiske låtskrivaren Jack Fishman skrev sedan en helt ny text till låten med helt annat tema, vilket blev den version som Tom Jones gjorde känd. Låten blev en hit i flera europeiska länder, och även ganska framgångsrik i Nordamerika.

## Listplaceringar
| Lista (1968)   | Position               |
| -------------- | ---------------------- |
| Australien     | 1 (Go Set)             |
| Danmark        | 2 (DR "Top 20")        |
| Finland        | 3                      |
| Flandern       | 1                      |
| Frankrike      | 19                     |
| Irland         | 1                      |
| Kanada         | 34 (RPM)               |
| Nederländerna  | 7                      |
| Norge          | 4 (VG-lista)           |
| Nya Zeeland    | 3 (NZ Listner)         |
| Schweiz        | 3                      |
| Spanien        | 3                      |
| Storbritannien | 5                      |
| Sverige        | 10 (Kvällstoppen)      |
| USA            | 35 (Billboard Hot 100) |
| Vallonien      | 2                      |
| Västtyskland   | 1                      |
| Österrike      | 3                      |